# Gløshaugs kyrka
Gløshaugs kyrka är en kyrka i Grongs kommun i Trøndelag fylke i Norge.

## Kyrkobyggnaden
Den är en träkyrka från 1689, delvis byggd av rester av en äldre stavkyrka. Förr i tiden hölls det i kyrkan mässa för samerna i området, en så kallad finnemesse. Prästerna i Overhalla och Snåsa ålades att en gång om året åka på missionsresa till dessa trakter; senare ålades samerna att komma till Gløshaug kirke en gång om året. Kyrkan har 100 sittplatser.